# Leonard Pietraszak

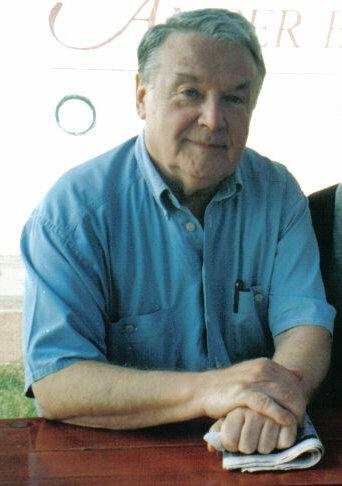
Leonard Pietraszak (2006)

Leonard Józef Pietraszak (* 6. November 1936 in Bydgoszcz; † 1. Februar 2023 in Warschau) war ein polnischer Schauspieler.

## Karriere
Pietraszak studierte zwischen 1954 und 1959 an der Staatlichen Hochschule für Film und Theater in Łódź. Seinen Lebensunterhalt bestritt er während dieser Zeit beim polnischen Pressevertrieb Ruch. Anschließend wirkte er bis 1965 als Theaterschauspieler auf verschiedenen Bühnen in Poznań sowie bis 2008 in Warschau. Besondere Popularität erlangte Pietraszak als Fernsehschauspieler, vor allem in seiner Rolle als Dr. Karol Stelmach in der polnischen Kultserie Czterdziestolatek sowie als Oberst Krzysztof Dowgird in der polnischen Historienreihe Czarne Chmury, die ab 1975 in deutscher Sprache auch im DF ausgestrahlt wurde.
Pietraszak war mit der polnischen Filmschauspielerin Wanda Majerówna verheiratet. 2012 beendete er seine Karriere, für die er unter anderem die Gloria-Artis-Medaille für kulturelle Verdienste und den Orden Polonia Restituta erhielt.

## Filmografie (Auswahl)
- 1957: Das wahre Ende des großen Krieges (Prawdziwy koniec wielkiej wojny)
- 1959: Streit um Basie (Awantura o Basie)
- 1960: Das schielende Glück (Zezowate szczescie)
- 1960: Der Teufel der 10. Klasse (Szatan z siódmej klasy)
- 1961: Vergangenheit (Czas przeszly)
- 1963: Entscheidung in den Wolken (Czerwone berety)
- 1966: Die Siegerehrung (Zawsze w niedziele)
- 1966: Wer kennt diese Frau (Ktokolwiek wie…)
- 1969: Alles zu verkaufen (Wszystko na sprzedaz)
- 1970: Wie ich den zweiten Weltkrieg beendete (Jak rozpetalem druga wojne swiatowa)
- 1972: Perlen in der Krone (Perla w koronie)
- 1973: Schwarze Wolken (Czarne chmury)
- 1974 Die Schlacht von Cedynia (Gniazdo)
- 1975: In jenen Frühlingstagen (W te dni przedwiosenne)
- 1976: Der Weihnachtsgast (Inna)
- 1976: Ich bin ein Schmetterling (Motylem jestem, czyli romans czterdziestolatka)
- 1978: Bis zum letzten Blutstropfen (Do krwi ostatniej)
- 1981: Alles auf eine Karte (Vabank)
- 1982: Die verliebte Lügnerin (Klamczucha)
- 1983: Abschied von Barbara (Epitafium dla Barbary Radziwiłłówny)
- 1983: Danton
- 1985: Die Retourkutsche (Vabank II, czyli riposta)
- 1986: Chronik von Liebesunfällen (Kronika wypadków milosnych)
- 1986: King Size (Kingsajz)
- 1987: Codewort: Lächeln (ESD)
- 1988: Das Bermuda-Dreieck (Trójkat bermudzki)
- 2012: Frauentag (Dzien kobiet)